# Rafael Alvarez
Rafael Alvarez (Baltimore, Maryland, 1958. május 24. –) amerikai forgatókönyvíró. Az Életfogytig zsaru show fő író-producere. Amerikai lengyel családban nőtt fel, de olasz és spanyol ősei is vannak.

## Filmjei

### Forgatókönyvíróként
- Gyilkos utcák (1997)
- Drót (2002-2004)
- A Donnelly klán (2007)
- Életfogytig zsaru (2007)

### Filmproducerként
- A Donnelly klán (2007)
- Életfogytig zsaru (2007)